# Трошев, Андрей Николаевич
Андрей Николаевич Трошев (род. 5 апреля 1962, Ленинград) — полковник в отставке, бывший сотрудник органов Министерства внутренних дел Российской Федерации, активный участник Афганской и второй чеченской войн, военной операции России в Сирии, Герой Российской Федерации. Бывший начальник штаба группы «Вагнера».

## Биография
Родился 5 апреля 1962 года в Ленинграде (ныне — Санкт-Петербург). После окончания средней школы поступил в Ленинградское высшее артиллерийское командное училище имени Красного Октября. Окончив его, служил в различных артиллерийских частях на командных и офицерских должностях. Принимал участие в боевых действиях в Демократической Республике Афганистан в составе ограниченного контингента советских войск. Командовал батареей самоходных артиллерийских установок. За мужество и героизм, проявленные при исполнении служебных обязанностей, был удостоен двух орденов Красной Звезды. В дальнейшем окончил Военную артиллерийскую академию имени М. И. Калинина (ныне — Михайловская военная артиллерийская академия).
После распада СССР продолжил службу в Вооружённых силах Российской Федерации. Участвовал в контртеррористической операции на Северном Кавказе, за боевые заслуги был удостоен двух орденов Мужества и медали ордена «За заслуги перед Отечеством» 2-й степени. Впоследствии служил в частях Ленинградского военного округа. Уйдя в запас, продолжил службу в органах Министерства внутренних дел Российской Федерации. Являлся сотрудником подразделений ОМОН и СОБР Главного управления МВД России по Северо-Западному федеральному округу, некоторое время командовал Санкт-Петербургским СОБРом при ГУ МВД РФ по СЗФО. Является также выпускником Российской академии государственной службы при Президенте Российской Федерации. В 2012 году закончил службу в звании полковника.
С началом войсковой операции России в Сирии Трошев, к тому времени уже находившийся на пенсии в отставке, изъявил желание поехать в эту страну. Непосредственного участия в боевых действиях не принимал, управляя тыловой службой ЧВК Вагнера и службой безопасности ЧВК в п. Молькино Краснодарского края. По информации интернет-издания, имеет неуравновешенный характер и пристрастие к алкоголю , также имеет отношение к гибели нескольких десятков (по утверждению некоторых изданий и сотни бойцов) бойцов ЧВК в феврале 2018 года в результате столкновения с вооружёнными силами США, что категорически опровергал в различных источниках информации количественную составляющую. Несмотря на большое количество погибших в операциях в САР, закрытым Указом Президента Российской Федерации полковник в отставке Андрей Николаевич Трошев был удостоен звания Героя Российской Федерации. По источникам некоторых СМИ, А. Н. Трошев попадал в больницу в алкогольном опьянении и неадекватном состоянии, имея при этом карты Сирии, денежные средства и другие важные документы. По непроверенной информации, после возвращения в Россию работает в частной военной компании «Вагнер», является начальником её штаба, а также руководит службой безопасности «ЧВК Вагнера» в п. Молькино Краснодарского края, некоторые издания приписывают ему руководство всей этой компанией, что не является подтверждённой информацией, либо должность исполнительного директора.
В настоящий момент[когда?] занимается общественной деятельностью, является председателем Санкт-Петербургской региональной общественной организации «Лига защиты интересов ветеранов локальных войн и военных конфликтов», а также координирует и сопровождает некоторые направления, имеющие отношение к службе безопасности — под руководством Евгения Гуляева, принадлежащей одной из компании Е. В. Пригожина. Принимает участие в памятных мероприятиях, в том числе посвящённых годовщинам завершения Афганской войны.
Во время встречи президента России с Андреем Трошевым 28 сентября 2023 года Владимир Путин заявил, что Трошев займётся формированием добровольческих подразделений для участия во вторжении на Украину.

## Международные санкции
29 июня 2022 года был включён в санкционный список Великобритании как один из руководителей группы «Вагнер», принимающей участие в военном конфликте в Сирии на стороне Башара Асада и правительственных сил.
13 декабря 2021 года внесён в санкционные списки всех стран Евросоюза:

Начальник штаба группы «Вагнер», которая действует в Сирии, обучает и направляет сирийские силы. Группа Вагнера также поддерживает режим Асада и воюет вместе с военизированными формированиями, связанными с режимом, и сирийской армией. Андрей Трошев принимает непосредственное участие в военных операциях Группы Вагнера в Сирии. В частности, он был задействован в районе Дайр-эз-Заур. Таким образом, он вносит решающий вклад в военные действия Башара Асада и поддерживает сирийский режим и получает от него выгоду.— «Официальный журнал Европейского союза», Брюссель, 13 декабря 2021 года
26 февраля 2023 года добавлен в санкционный список Украины.
23 февраля 2024 года Трошев включён в блокирующий санкционный список США как «бывший высокопоставленный руководитель ЧВК Вагнер, который, как сообщается, сейчас занимает должность в Министерстве обороны России».